# 303. Infanterie-Division (Wehrmacht)
La 303. Infanterie-Division o Infanterie-Division Döberitz fu una divisione dell'esercito tedesco attiva durante la seconda guerra mondiale.

## Storia
La divisione fu costituita il 31 gennaio 1945, presso la zona di addestramento militare di Döberitz e venne immediatamente schierata contro le truppe dell'Armata Rossa; partecipò alla battaglia delle alture di Seelow e venne distrutta nella Battaglia di Halbe, vicino a Küstrin.

## Ordine di battaglia
- Grenadier-Regiment 300
- Grenadier-Regiment 301
- Grenadier-Regiment 302
- Artillerie-Regiment 303
- Pionier-Bataillon 303
- Feldersatz-Bataillon 303
- Panzer-Vernichtungs-Abteilung 303
- Füsilier-Bataillon 303
- Divisions-Nachrichten-Abteilung 303
- Divisions-Versorgungs-Regiment 303[1]

## Comandanti
- Generalleutnant Rudolf Hübner (31 gennaio 1945 - 9 marzo 1945)
- Generalmajor Scheunenmann (9 marzo 1945 - 21 aprile 1945)
- Oberst Albin Esch (21 aprile 1945 - 28 aprile 1945)[1]